# Louis Vuitton
A Louis Vuitton é uma empresa especializada na produção de bolsas e malas de viagens, feitas em couro e lona, bem como na sua comercialização. Produz e vende também vestuário, sapatos, relógios, joias, acessórios, óculos de sol e livros. Concorre com Versace, Gucci, Chanel, Prada, Armani, Dolce & Gabbana, Christian Dior, Calvin Klein, Yves Saint Laurent, Óscar de la Renta, Burberry e outras marcas de luxo.
É uma das principais empresas da holding LVMH sediada em Paris, França. A empresa tem como diretor criativo o estilista Nicolas Ghesquière. Louis Vuitton também utiliza figuras proeminentes em suas campanhas (mais notavelmente a supermodelo Gisele Bündchen, a cantora Madonna a atriz Uma Thurman e o ex-atleta Pelé). A Louis Vuitton foi considerada a marca de luxo mais valiosa de 2016, segundo o ranking BrandZ da Millward Brown, avaliada em 28.508 bilhões de dólares. Em 2017, também apareceu listada como a marca mais valiosa da França, com avaliação em 35,505 bilhões de dólares.
Em 2022, a empresa lidera o ranking "Poderosos do Varejo de Luxo", da Deloitte, que reúne as 100 marcas mais relevantes do segmento no mundo.

## História
O fundador da marca, Louis Vuitton (Anchay, 4 de agosto de 1821 — Paris, 27 de fevereiro de 1892) foi um fabricante de malas e bolsas na segunda metade do século XIX, em Paris. Criou sua oficina em 1854, em Paris, onde produzia artesanalmente malas e bolsas. Seu trabalho foi reconhecido na Europa quando reinventou o formato das malas de viagem e criou um padrão de desenho diferente comparado ao que havia na época.

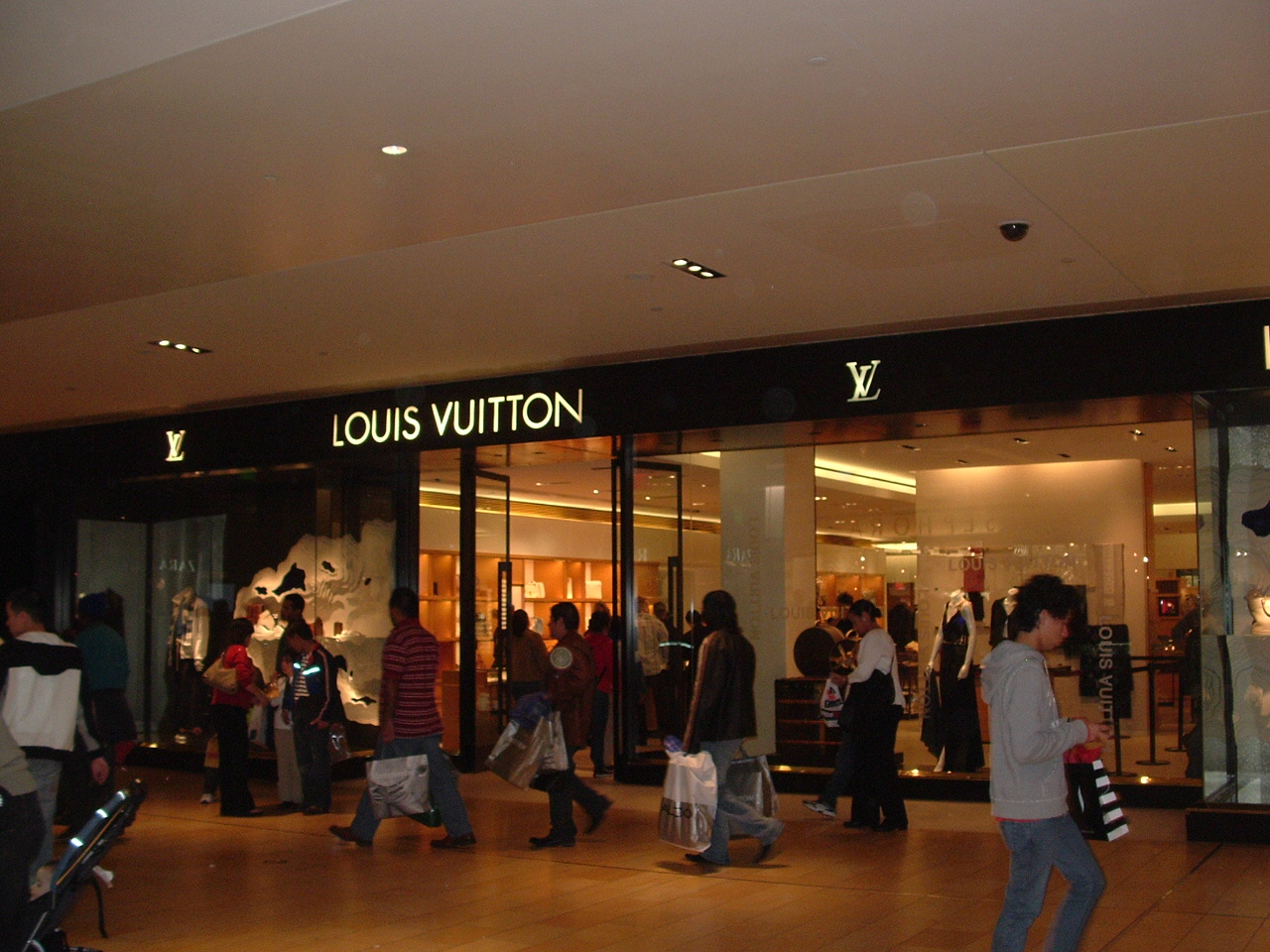
Boutique formosa da grife Louis Vuitton em um shopping-center de Houston, Texas.

Por conta das novidades introduzidas por Louis Vuitton, os seus produtos começaram a ser imitados na Europa. Para impedir as falsificações, Vuitton tentou diferentes desenhos nos produtos para que pudessem identificar a sua autoria. Finalmente em 1896, criou o monograma das letras “L” e “V”, juntamente com símbolos que reproduziam flores – os desenhos recobriam a lona que servia de insumo para os produtos. O monograma criado perdura até hoje como marca da empresa, e o conjunto dos símbolos que faz parte da identidade visual da marca.
Em 1987, a empresa Louis Vuitton juntou-se com a fabricante de champanhes Moët et Chandon e a fabricante de conhaques Hennessy para criar uma empresa de bens de luxo: o grupo LVMH (Louis Vuitton - Moët Hennessy). O grupo se especializou em incorporar marcas de luxo, o empreendimento foi bem sucedido e atualmente o grupo é dono de 76 marcas, sendo uma delas a própria Louis Vuitton. Outras marcas que compõe o grupo são Christian Lacroix, Donna Karan, Fendi, Givenchy,  Tiffany and co e Veuve Clicquot. A política da LVMH  é de manter a gestão destas marcas de forma autônoma. Em 2009, o grupo obteve uma receita bruta de 17 milhões de dólares.
A formação deste grupo fez gerar outros conglomerados entre as marcas de luxo concorrentes. As marcas se uniram ou compraram umas as outras e formaram grupos controladores. Um grupo chama-se Pinault-Printemps-Redoute e controla marcas como Gucci, Yves Saint Laurent e Oscar de La Renta. Outro grupo é o Richmont que domina Cartier, Montblanc, Lagerfeld.

## Louis Vuitton nos dias de hoje
Atualmente trabalham 9.671 pessoas para a Louis Vuitton. Sua missão é fazer da viagem uma experiência pessoal e única. Os seus valores, que não mudaram desde o ano de sua criação, são: originalidade, espírito “avant-garde”, qualidade, “saber fazer” e paixão.
A primeira loja aberta pela Louis Vuitton foi em 1854 em Paris, França. Em 1885 foi aberta a segunda loja em Londres, sucedida por lojas em Nova York, Bombaim, Washington, Londres, Alexandria e Buenos Aires). Atualmente, são 435 lojas, e a presença da marca alcança 63 países.
No Brasil, existem dez lojas da marca: Três em São Paulo — nos shoppings Shopping Cidade Jardim, Iguatemi e Morumbi; duas lojas no Rio de Janeiro — uma no shopping Village Mall e outra na Rua Garcia D'avila no Bairro Ipanema, outra em Brasília, no Shopping Iguatemi,  uma em Curitiba, no Shopping Pátio Batel, uma em Porto Alegre no Shopping Iguatemi, uma em Goiânia, no Shopping Flamboyant e uma última em Campinas , no Shopping Iguatemi Campinas . A Louis Vuitton já chegou a ter mais duas lojas no Brasil, uma em São Paulo na Villa Daslu, que com o fim da shop-in-shop na Daslu em 2010, teve a loja fechada, e outra no Shopping RioMar de Recife. A loja no shopping Cidade Jardim é a única "loja âncora" da Louis Vuitton na América do Sul, o que significa que todos os artigos produzidos pela marca para público masculino e feminino, assim como a joalheria, relojoaria e a parte de viagens da marca, estão presentes na loja do Cidade Jardim.
Em Portugal existe apenas uma loja na Avenida da Liberdade em Lisboa.

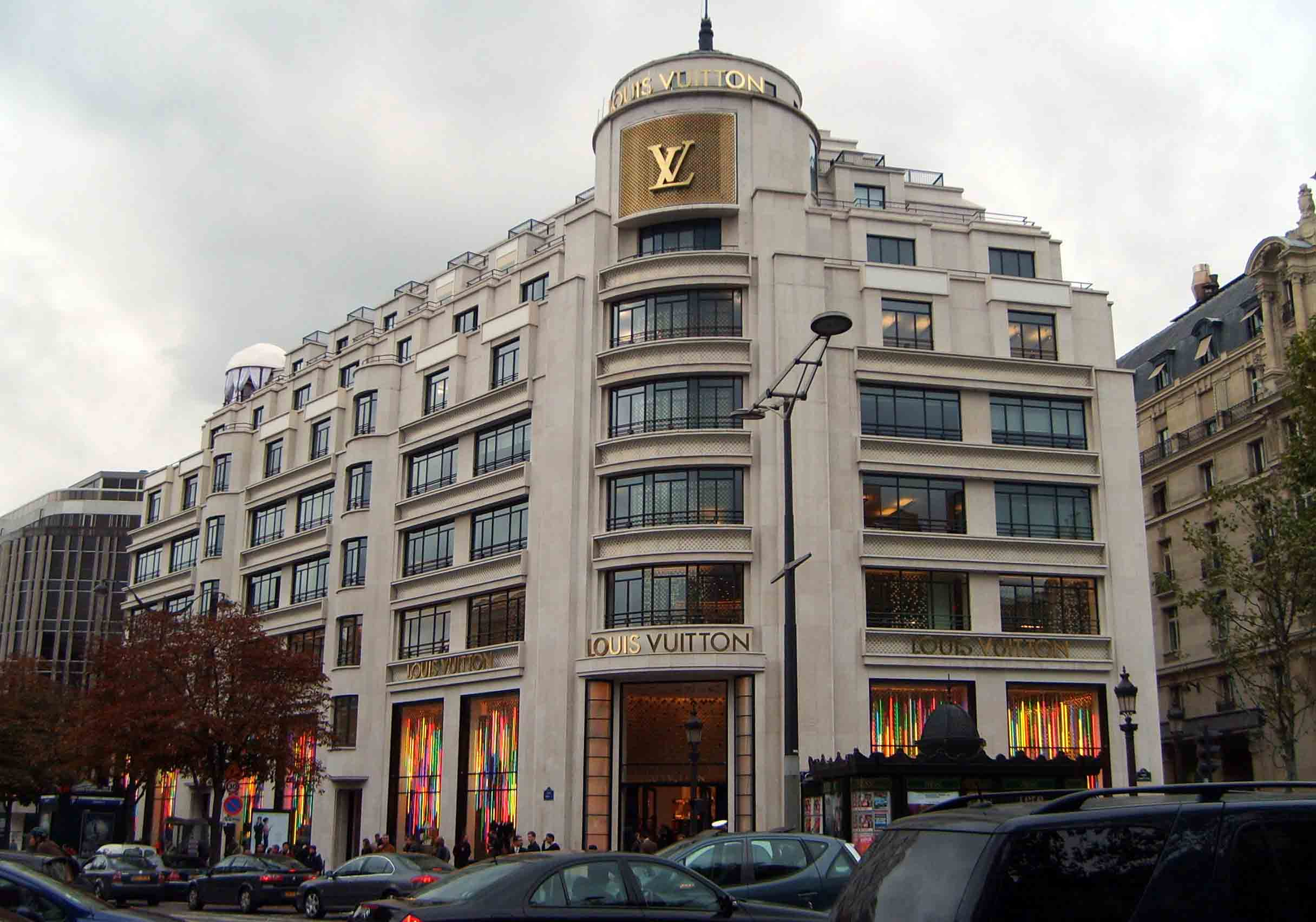
Loja da grife Louis Vuitton na famosa Champs-Élysées, em Paris, França.

### Produtos
Seus produtos são vendidos exclusivamente nestes locais, com exceção de lojas especializadas em vender bens de luxo, como é o caso da Harrods em Londres. A política de distribuição da marca pode ser definida como “cativa”, pois alia uma procura grande a uma rede de distribuição bastante seletiva. A característica dessa política contribui tanto para o produto quanto para o preço, pois com uma distribuição mais seletiva possibilita um melhor controle e qualidade. Também contribui para que o produto seja visto como algo mais raro, o que influi na precificação. Portanto, as duas dimensões da distribuição acabam reforçando aspectos de qualidade, raridade e preço elevado.
A política de produto da Louis Vuitton, desde que foi constituída, tem sido especializar-se na “arte da viagem”. Os seus produtos devem atender às demandas decorrentes do ato de viajar, por isso as malas sempre foram o grande foco da empresa. A posição da marca em relação à viagem é tal que se criaram produtos sob encomenda para esse fim: a “mala-cama”, em 1879; a “mala-secretária”; a mala de sapatos; e os reboques de camping no início do século XX. Alguns modelos criados na década de 1930 pela marca são fabricados até hoje, como é o caso dos modelos de bolsas Keepall, Noé e Speedy.
Em relação ao foco de produto, em 1929 a marca teve desvios, entrando para o ramo dos perfumes negócio que se manteve até 1946. No final da década de 1980, todas as diversificações se baseiam no tema condutor, a viagem, e se referem a produtos de acompanhamento da viagem. Já em 1997, a marca que até então havia trabalhado principalmente com artigos de couro, passou a ofertar uma linha de roupas prét-a-porter (roupas feitas em tamanhos padronizados para serem vendidos sem alterações de alfaiataria ou de qualquer outra natureza), sapatos, relógios e joias, e óculos de sol. A marca também desenvolveu produções editoriais, como em 1994, quando lançou uma série de publicações sobre viagens, intitulado “Voyager avec…”. Em 1999, colocou à venda um guia turístico de cidades do mundo, o “Louis Vuitton City Guide”.
A marca também investe no desenvolvimento da sua matéria-prima e fabricação. Busca couros e lonas mais macias e mais leves. Cada tipo de produto utiliza diferentes tipos de couros, como por exemplo, o couro taiga, mais discreto, e por isso utilizado na linha de produtos masculinos. Outro fator importante em relação ao produto é o uso freqüente da padronagem do monograma da empresa e os símbolos de flores em produtos. Além da preocupação com o material, a marca também dá importância ao processo de fabricação do produto: desde os primórdios da empresa até hoje, esse processo é feito artesanalmente.
A Louis Vuitton lançou, em setembro de 2016, a sua primeira coleção de perfumes desde 1946. Tem sete fragrâncias e, como rosto, a atriz francesa Léa Seydoux.

### Comunicação
A política de comunicação da Louis Vuitton é uma das políticas mais importantes da marca. Ela utiliza duas ferramentas principais: relações públicas e publicidade. A primeira baseia-se no mecenato cultural e desportivo. Ou seja, é o patrocínio ou a criação e desenvolvimento de atividades de cultura ou esporte. No setor da cultura, criou, em 1985, a “Fondation Louis Vuitton” que financiou uma ópera em Avinhão. No esporte, desenvolveu uma competição de regatas que leva o seu nome. O objetivo desses mecenatos é de valorizar as qualidades de elegância da marca e oportuniza a criação de artigos editoriais não-pagos na imprensa.
A publicidade é usada principalmente na forma impressa, com poucas inserções, em revistas de alto nível. A temática do anúncio é institucional e é abordado de forma refinada com o objetivo de cultivar a notoriedade global da marca, mais do que conferir proeminência a um produto determinado.
De acordo com reportagem publicada no site do jornal The New York Times, a marca Louis Vuitton em 2008 veiculou pela primeira vez um comercial de televisão. Era um filme de 90 segundos em canais selecionados de televisão transmitida por satélite e cabo, bem como foi veiculado em cinemas de todo o mundo. A peça de comunicação, de acordo com o jornal, é considerada inovadora já que marcas de luxo de alto nível evitam usar televisão como mídia para sua comunicação. Com exceção da marca Chanel, que fez uma grande campanha em televisão quando anunciou o seu perfume Chanel No. 5. Ao contrário da Chanel, a Louis Vuitton não anunciou um produto em específico, mas promoveu institucionalmente a própria marca e seus valores. A notícia do jornal afirma através do relato de uma fonte da empresa que esta campanha é “the first ever on-screen corporate campaign by a luxury house”.
De acordo com a agência de propaganda da Louis Vuitton, Ogilvy & Mather, desde 2007 a marca desenvolve também uma estratégia digital. A parceria resultou em projetos. O primeiro foi a criação do site We Love Sprouse, que mostrava a parceria artística entre Stephen Sprouse e o diretor criativo da Louis Vuitton, responsável pelo desenho dos produtos, Marc Jacobs. Outro projeto foi o lançamento do site Louis Vuitton Journeys, que fez parte da campanha de televisão, apresentada anteriormente. E por fim, o site Journeys Awards, que era uma competição cinematográfica internacional cujo objetivo era fazer com que cineastas estudantes compartilhassem a sua visão artística do que eles consideravam ser uma “jornada”. A competição foi lançada durante o “Venice Film Festival”.
Além destes projetos, a Louis Vuitton, em parceria com a agência, foi a primeira marca de luxo no mundo a lançar uma conta oficial no site de microblog Twitter. Atualmente, cerca de 47 mil perfis de pessoas ao redor do mundo recebem as suas atualizações. Simultaneamente, lançaram uma página para fãs no site de relacionamento Facebook, da qual conseguiu angariar 750 mil fãs em menos de dois meses. Esta página conta com informações básicas da marca, além de atualizações e novidade. Também transmitiu exclusivamente o desfile de moda de uma das coleções de roupas femininas pela página.
Em 2009, a Louis Vuitton passou a denominar sua estratégia digital de “Global Digital Strategy” cujo objetivo é de explorar e ultrapassar os limites do “luxo digital”. Essa conta é gerenciada pela OgilvyInteractive, departamento da agência de propaganda Ogilvy especializada neste tipo de mídia.
Além disso, a marca também tem uma galeria de arte em Macau, China.
Em agosto de 2014 a marca informa que passará a trabalhar a sua publicidade em Angola em parceria com a revista Chocolate.